# グロップ
株式会社グロップは、岡山県岡山市中区に本社を置く、人材派遣業・アウトソーシング業を営む企業である。
同じく岡山に本社を置く福武書店（現:ベネッセコーポレーション）の業務受託から創業した。出資比率上、ベネッセのグループ会社にはあたらない（第4位の株主）が、ベネッセとは現在も親密な関係である。

## 沿革
- 1975年（昭和50年）
  - 10月 - 株式会社関西DM社設立（旧社名）　DM発送業務を開始
- 1977年（昭和52年） - 教材封入業務を開始
- 1979年（昭和54年） - 高柳センター 開設（岡山市北区高柳東町ベネッセコーポレーション（当時福武書店）1F）
- 1981年（昭和56年） - 進研模試発送業務を開始
- 1983年（昭和58年） - 機械作業用社屋完成（岡山市北区高柳東町）　ラベリングマシン、ディタッチャー等の作業を集約
- 1985年（昭和60年） - 事務サービス事業を開始
- 1986年（昭和61年） - 機械作業用社屋増設（岡山市北区高柳東町）
- 1988年（昭和63年） - 本社社屋完成（岡山市中区さい東町）
- 1991年（平成3年） - 長船ベネッセロジスティック（BL）センター 業務稼働開始
- 1992年（平成4年） - データエントリー事業を開始
- 1993年（平成5年） - テレマーケティング事業を開始
- 1995年（平成7年） - 多摩オフィス 開設
- 1996年（平成8年）
  - 1月 - 株式会社グロップに社名変更
- 1997年（平成9年） - ラインソーシング事業を開始　長船第２BLセンター 業務稼働開始
- 1998年（平成10年） - 上道センター 開設
- 2000年（平成12年）
  - 2月 - 津山オフィス 開設
  - 10月 - 高松オフィス 開設
  - 11月 - 倉敷オフィス 開設
- 2001年（平成13年）
  - 1月 - 京都オフィス 開設
  - 3月 - 姫路オフィス 開設
  - 6月 - 株式会社グロップジョイ 設立
- 2002年（平成14年）
  - 2月 - 人材派遣・人材紹介事業を開始　岡山駅前オフィス 開設
  - 6月 - 福山オフィス 開設
- 2003年（平成15年）
  - 6月 - 丸亀オフィス 開設
- 2004年（平成16年）
  - 1月 - 株式会社グロップサンセリテ 設立（岡山県に本社を置く企業としては初めて特例認定を受けた特例子会社）
  - 7月 - 居酒屋あかり 開店　外食事業を開始
  - 10月 - 広島オフィス 開設
  - 11月 - 岡山南オフィス 開設　岡山駅前ビル 完成
- 2005年（平成17年）
  - 3月 - 船橋オフィス 開設
  - 11月 - 上海オフィス 開設　海外事業を開始
- 2006年（平成18年）
  - 5月 - chou chou 岡山店 開店（2020年11月　株式会社アミーゴへ事業譲渡）
  - 9月 - 長岡センター 開設
  - 11月 - 銀座オフィス 開設
- 2007年（平成19年）
  - 2月 - 赤田データセンター 開設
  - 10月 - 大洲センター 開設
- 2008年（平成20年）
  - 5月 - 東京家学 開校
  - 6月 - 新宿オフィス 開設
  - 7月 - 株式会社クレス 子会社化　印刷・デザイン制作事業を開始
  - 9月 - 渋谷オフィス 開設
- 2009年（平成21年）
  - 1月 - 梅田オフィス 開設
  - 11月 - 株式会社ヒューマンアイ 子会社化
- 2010年（平成22年）
  - 9月 - 神戸オフィス 開設
- 2011年（平成23年）
  - 1月 - 柏オフィス 開設
  - 9月 - 株式会社サンクルール 設立
  - 11月 - 名古屋オフィス 開設　関西家学 開校
- 2012年（平成24年）
  - 2月 - ファジアーノ岡山 スポンサー契約
  - 3月 - 東岡山物流センター 開設
  - 9月 - 株式会社クリエイティブ 子会社化
  - 11月 - 仙台オフィス 開設　GROP(Malaysia) Sdn.Bhd. 設立　北柏物流センター 開設
  - 12月 - EASTOOL INDUSTRIES Sdn.Bhd. 子会社化
- 2013年（平成25年）
  - 3月 - 熊本オフィス 開設
  - 10月 - GROP VIETNAM Co.,Ltd 設立
- 2014年（平成26年）
  - 6月 - ダナンBPOセンター 開設
- 2015年（平成27年）
  - 8月 - 株式会社グロップエスシー 設立
  - 10月 - 株式会社Auxi 子会社化　GROP（Thailand）Co.,Ltd．設立
  - 12月 - 郡山オフィス 開設
- 2016年（平成28年）
  - 1月 - 高罗富（上海）贸易有限公司 設立
  - 3月 - 鳥栖オフィス 開設　滋賀オフィス 開設　WORLDｰAC発足（パラスポーツ実業団チーム）
  - 4月 - 三重オフィス 開設
  - 6月 - 株式会社グロップインシュアランスサービス 設立
  - 12月 - 相模原オフィス 開設
- 2017年（平成29年）
  - 9月 - 東広島サテライトオフィス 開設　綾部サテライトオフィス 開設
  - 10月 - 高羅富（天津）労務服務有限公司 設立　株式会社誠文堂 子会社化
- 2018年（平成30年）
  - 1月 - 米子オフィス 開設　尾道オフィス 開設
  - 4月 - 徳島オフィス 開設
  - 7月 - 桑野物流センター 開設
  - 8月 - 泉佐野サテライトオフィス 開設
  - 9月 - 大阪センター 開設
  - 10月 - 市ヶ谷オフィス 開設
- 2019年（平成31年/令和元年）
  - 3月 - 福岡オフィス 開設
  - 4月 - 所沢オフィス 開設
  - 7月 - 弘前コンタクトセンター 開設　長浜サテライトオフィス 開設　株式会社デザインオフィス・キャン 子会社化
- 2020年（令和2年）
  - 2月 - SKILL EDUCATION AND WORK ACADEMY NEPAL PVT. LTD. 設立
  - 5月 - 南柏センター 開設
  - 10月 - 桑野第2物流センター 開設
  - 11月 - 本社移転　chou chouを事業譲渡
- 2021年（令和3年）
  - 1月 - 岐阜オフィス 開設　株式会社ハーモネット 子会社化
  - 4月 - 東京家学・関西家学　事業譲渡
  - 6月 - 浮間センター 開設
  - 9月 - 西浦和サテライトセンター 開設
  - 10月 - 株式会社マック 子会社化
  - 12月 - 弘前BPOセンター 開設　春日部オフィス 開設
- 2022年（令和4年）
  - 3月 - キャリアバンク株式会社 子会社化
  - 5月 - 豊橋サテライトオフィス 開設
  - 6月 - 津サテライトオフィス 開設　株式会社クリエイティブを株式譲渡
  - 7月 - 銀座道しるべ（飲食事業）を事業譲受
  - 9月 - 名古屋BPOセンター 開設
  - 10月 - 総社サテライトオフィス 開設　昭島サテライトオフィス 開設
  - 12月 - 京都センター 開設
- 2023年（令和5年）
  - 3月 - 大元センター 開設
  - 5月 - 沖縄オフィス 開設
  - 6月 - 新宿サテライトオフィス 開設
  - 10月 - 株式会社グロップＩＣＴ 設立
  - 11月 - 廿日市サテライトオフィス 開設
- 2024年（令和6年）
  - 2月 - 鳥取サテライトオフィス 開設　高知サテライトオフィス 開設

## 提供番組
現在の提供番組
- 金バク!（OHKテレビ）

過去の提供番組
- VS魂（フジテレビ）
- 悪女（わる）〜働くのがカッコ悪いなんて誰が言った?〜（日本テレビ）
- いちばんすきな花（フジテレビ）
- 花咲舞が黙ってない（日本テレビ）

## CM出演者
- イカルス渡辺（CMソング制作・演奏も担当）
- chaqq
- 愛内里菜
- DAIGO
- 桜井日奈子[2]
- まなみのりさ - 広島県限定
- 三浦春馬（2019年8月31日 - 2020年7月20日）
- 三浦翔平[3]（2020年12月28日 - ）
- 今田美桜（2021年12月28日 - ）[4]
- 千葉雄大（2023年4月1日 - ）[5]
- 川口春奈（2024年12月24日 - ）[6]

## 本社住所について
会社では本社の住所について「穝」が難読地名であることから同社で独自に「岡山市中区さい70-3」と表記している。